# Чемпіонат СРСР з футболу 1976: шоста зона другої ліги
Чемпіонат УРСР з футболу 1976 — 6-й турнір серед команд української зони другої ліги. Тривав з 3 квітня по 26 жовтня 1976 року.

## Огляд
У порівнянні з минулим сезоном кількість учасників збільшилася на три команди. У першості було забито 778 м'ячів у 380 зустрічах. Це в середньому 2,05 на гру.
Вдруге поспіль і втретє в історії чемпіонатів УРСР серед команд другої ліги переможцем став «Кривбас» (старший тренер — Олександр Гулевський). Нападник Олег Чумак — єдиний володар трьох медалей найвищого ґатунку. Клуб з Кривого Рогу отримав і  «Рубіновий кубок» газети «Молодь України», приз для найрезультативнішої команди чемпіонату (60 забитих м'ячів). 
Срібні і бронзові нагороди отримали відповідно харківський «Металіст» (протягом сезону команду очолювали Олег Ошенков і Адольф Поскотін) та одеський СКА (Одеса) (старші тренери за сезон — Михайло Єрмолаєв і Володимир Шемельов).
Перемогу в суперечці бомбардирів ліги здобув Юрій Цимбалюк з «Металіста» (22 забитих м'ячів). На чотири голи менше провів гравець кіровоградської «Зірки» Андрій Карпюк.

## Підсумкова таблиця
| Місце | Команда                    | В  | Н  | П  | М'ячі | О  |
| ----- | -------------------------- | -- | -- | -- | ----- | -- |
| 1     | «Кривбас» (Кривий Ріг)     | 22 | 9  | 7  | 60—22 | 53 |
| 2     | «Металіст» (Харків)        | 19 | 8  | 11 | 51—29 | 46 |
| 3     | СКА (Одеса)                | 16 | 13 | 9  | 46—33 | 45 |
| 4     | «Суднобудівник» (Миколаїв) | 16 | 12 | 10 | 43—32 | 44 |
| 5     | «Кристал» (Херсон)         | 14 | 15 | 9  | 36—24 | 43 |
| 6     | «Автомобіліст» (Житомир)   | 14 | 14 | 10 | 44—31 | 42 |
| 7     | «Зірка» (Кіровоград)       | 18 | 6  | 14 | 42—34 | 42 |
| 8     | «Колос» (Нікополь)         | 15 | 9  | 14 | 36—42 | 39 |
| 9     | СК Луцьк                   | 11 | 16 | 11 | 34—34 | 38 |
| 10    | «Хвиля» (Хмельницький)     | 14 | 8  | 16 | 34—34 | 36 |
| 11    | СК «Чернігів»              | 12 | 11 | 15 | 36—44 | 35 |
| 12    | «Локомотив» (Вінниця)      | 12 | 11 | 15 | 38—47 | 35 |
| 13    | «Говерла» (Ужгород)        | 14 | 7  | 17 | 26—38 | 35 |
| 14    | «Буковина» (Чернівці)      | 11 | 12 | 15 | 29—34 | 34 |
| 15    | «Авангард» (Рівне)         | 13 | 8  | 17 | 31—41 | 34 |
| 16    | «Колос» (Полтава)          | 12 | 9  | 17 | 38—44 | 33 |
| 17    | «Новатор» (Жданов)         | 10 | 13 | 15 | 36—52 | 33 |
| 18    | «Фрунзенець» (Суми)        | 11 | 11 | 16 | 40—57 | 33 |
| 19    | «Шахтар» (Горлівка)        | 11 | 10 | 17 | 36—45 | 32 |
| 20    | «Атлантика» (Севастополь)  | 11 | 6  | 21 | 42—61 | 28 |

## Результати
```
                1   2   3   4   5   6   7   8   9   10  11  12  13  14  15  16  17  18  19  20 
1.Кривбас       xxx 2-0 1-1 1-0 1-0 1-0 1-0 3-0 1-0 3-0 6-0 0-0 2-1 2-0 2-0 0-1 3-0 5-0 2-0 4-1  
2.Металіст      1-0 xxx 1-0 1-0 1-1 0-0 4-1 5-0 3-1 3-2 3-0 3-0 2-0 1-1 1-0 2-1 2-1 2-0 0-1 3-1  
3.СКА (Одеса)   3-1 2-0 xxx 1-0 0-1 1-1 1-1 0-0 0-0 1-0 2-1 1-1 0-0 2-1 0-1 2-1 2-0 6-1 1-0 1-0  
4.Суднобудівник 1-1 0-0 0-1 xxx 1-0 1-1 2-1 2-2 0-0 1-1 0-0 3-0 4-1 2-1 2-1 1-0 2-1 3-2 1-0 2-0  
5.Кристал       0-0 0-0 0-0 1-0 xxx 1-1 2-2 1-0 1-2 1-0 3-0 1-0 4-0 0-0 1-0 1-0 2-0 1-1 1-0 2-2  
6.Автомобіліст  0-0 1-0 3-0 1-0 0-2 xxx 1-0 2-0 1-1 1-1 2-1 0-1 3-1 1-0 3-0 3-3 4-1 1-0 2-0 4-1  
7.Зірка         2-0 0-0 1-3 2-0 2-1 1-0 xxx 2-0 3-1 0-0 2-1 2-0 1-0 1-0 1-0 5-1 0-1 1-0 1-0 3-4  
8.Колос (Н)     2-3 2-0 2-0 0-0 0-0 2-2 0-2 xxx 1-0 1-0 1-0 2-1 1-0 1-0 1-0 0-1 4-0 0-1 3-1 1-0  
9.СК Луцьк      1-1 1-1 2-1 1-3 0-0 1-1 0-0 1-1 xxx 0-0 0-0 1-0 2-0 4-2 1-0 1-0 1-0 0-0 3-2 2-0  
10.Хвиля        2-0 1-0 3-0 0-0 0-0 1-0 3-0 0-2 1-1 xxx 1-0 2-0 2-0 1-0 0-1 4-0 3-1 2-0 1-0 0-2  
11.СКА (Київ)   0-2 1-0 1-2 1-2 1-0 2-0 1-0 3-1 1-0 0-1 xxx 1-1 0-0 0-0 2-2 0-1 3-0 2-1 2-1 1-0  
12.Локомотив    0-0 1-0 0-0 2-0 0-0 0-0 1-0 3-0 1-1 1-0 1-3 xxx 0-2 2-1 2-0 0-2 5-2 4-2 0-2 2-0  
13.Говерла      2-0 2-1 2-1 0-1 1-0 0-1 1-0 2-1 1-0 1-0 0-0 2-0 xxx 0-0 1-0 1-0 0-0 1-0 0-0 0-1  
14.Буковина     1-2 1-0 1-1 1-0 0-0 1-0 1-0 2-0 2-0 1-0 2-2 0-1 0-0 xxx 2-0 2-1 0-0 0-1 1-1 1-0  
15.Авангард     0-2 1-1 0-4 1-3 1-0 3-2 0-0 4-0 1-0 1-0 1-2 2-2 2-0 1-0 xxx 1-0 0-0 1-0 0-0 2-1  
16.Колос (П)    0-2 0-2 0-0 1-1 3-1 1-0 0-1 0-0 1-0 4-0 0-0 1-0 2-0 0-2 0-0 xxx 1-1 2-2 4-0 1-2  
17.Новатор      1-1 2-1 1-1 1-1 1-0 1-0 0-1 1-1 1-0 1-1 2-2 1-1 2-0 4-0 1-2 0-2 xxx 0-0 2-0 2-0  
18.Фрунзенець   1-1 1-2 3-2 2-1 0-2 0-0 2-1 0-1 1-1 2-1 1-1 6-3 0-2 2-2 1-0 3-2 0-0 xxx 2-1 1-0  
19.Шахтар (Г)   1-0 1-4 1-1 1-1 1-2 0-0 1-0 0-0 2-2 3-0 2-1 2-0 4-2 0-0 2-1 1-1 1-2 2-0 xxx 1-2  
20.Атлантика    0-4 0-1 1-2 1-2 3-3 2-2 1-2 0-3 0-2 2-0 1-0 2-2 1-0 1-0 1-1 3-0 5-2 1-1 0-1 xxx
```

## Бомбардири
Найкращі голеадори чемпіонату УРСР:
| Футболіст          | Команда                    | Голи |
| ------------------ | -------------------------- | ---- |
| Юрій Цимбалюк      | «Металіст» (Харків)        | 22   |
| Андрій Карпюк      | «Зірка» (Кіровоград)       | 18   |
| Ярослав Кугайкевич | «Автомобіліст» (Житомир)   | 17   |
| Юрій Мішин         | «Кривбас» (Кривий Ріг)     | 16   |
| Євген Дерев'яга    | «Суднобудівник» (Миколаїв) | 13   |
| Михайло Завальнюк  | «Хвиля» (Хмельницький)     | 12   |
| Віктор Сапельников | «Атлантика» (Севастополь)  | 12   |
| Олег Чумак         | «Кривбас» (Кривий Ріг)     | 12   |
| Костянтин Панчик   | «Кривбас» (Кривий Ріг)     | 11   |
| Володимир Куцев    | СКА (Одеса)                | 11   |
| В'ячеслав Єгорович | «Колос» (Нікополь)         | 11   |
| Володимир Дзюба    | «Локомотив» (Вінниця)      | 11   |
| Іван Шопа          | «Суднобудівник» (Миколаїв) | 10   |
| Володимир Мельник  | «Буковина» (Чернівці)      | 10   |
| Володимир Захаров  | «Кривбас» (Кривий Ріг)     | 10   |

## Призери
| 1. «Кривбас» |
| Воротарі: Анатолій Ісаков (41, 20п), Володимир Занін (13, 3п), Сергій Варсуляк (2). Захисники: Анатолій Биткін (39), Анатолій Біда (36), Олександр Приставка (29), Ігор Теннак (24), Юрій Коротиш (16), Віктор Попчук (10), Володимир Іващенко (8), Володимир Чуваєв (7), Олександр Губаревич (1), Ігор Хавкін. Півзахисники: Юрій Мишін (41, 18), Володимир Морозов (41, 7), Микола Ушаков (39), Сергій Плигун (32, 2), Павло Басов (13, 2), Геннадій Гусєв (16, 1), Володимир Кузменок (8), Анатолій Мельников (4). Нападники: Володимир Захаров (40, 10), Олег Чумак (39, 12), Костянтин Панчик (21, 11), Віталій Дмитренко (20, 2), Сергій Середенко (7), Віталій Шек (3). Старший тренер — Олександр Гулевський, начальник команди — Анатолій Сакович, тренер — Віктор Носов.                        |
| 2. «Металіст» |
| Воротарі: Олексій Житник (22), Віктор Удовенко (19), Юрій Сивуха (2). Захисники: Олександр Лисенко (36, 4), Олександр Косолапов (34), Сергій Корякін (24), Петро Бахуринський (22, 1), Сергій Балтача (19), Валентин Крячко (16), Віктор Каплун (14), Олександр Поллак (13), Олександр Красильников (3). Півзахисники: В'ячеслав Животиков (35, 3), Микола Альошин (32, 2), Олександр Шопін (30, 1), Олександр Георгієв (22, 1), Віктор Шаленко (20, 1), Олександр Довбій (6), Олександр Мартишов (4), Олександр Олійник (3). Нападники: Юрій Цимбалюк (38, 22), Василь Лябик (38, 3), Володимир Лінке (27, 8), Роман Шподарунок (15, 5), Олександр Нікішкін (5), Михайло Єрьомін (2). Старші тренери — Олег Ошенков і Адольф Поскотін, начальник команди — Борис Бугорський, тренер — Олександр Толстой. |
| 3. СКА (Одеса) |
| Воротарі: Олексій Нефьодов (36), Валерій Іванов (4). Захисники: Леонід Ніколаєнко (37, 1), Сергій Бритченко (35, 1), Сергій Павленко (34), Анзор Джінчарадзе (26), Рушан Хасанов (20, 1), Мераб Ніколайшвілі (9), Олександр Жуков (6, 1). Півзахисники: Олександр Шиманович (38, 4), Леонід Барановський (35, 4), Володимир Богданов (22, 2), Роман Сидоров (21, 3), Дмитро Кихаєв (18, 1), Анатолій Дорошенко (14, 2), Микола Петрасюк (2, 1). Нападники: Олександр Муха (38, 7), Сергій Волкобой (34, 6), Володимир Куцев (31, 11), Сергій Звенигородський (13, 1), Євген Алдошин (1). Старші тренери — Михайло Єрмолаєв і Володимир Шемельов, начальник команди — Володимир Шемельов, тренер — Володимир Галицький.                                                                                    |

## Перехідні матчі
- «Кривбас» (Кривий Ріг) — «Машук» (П'ятигорськ) 3:0, 0:1, 2:0.

## Фінальний турнір КФК
| Місце | Команда                       | В | Н | П | М'ячі | О |
| ----- | ----------------------------- | - | - | - | ----- | - |
| 1     | «Хімік» (Чернігів)            | 3 | 1 | 0 | 6—3   | 7 |
| 2     | «Титан» (Армянськ)            | 2 | 2 | 0 | 6—4   | 6 |
| 3     | «Електрон» (Івано-Франківськ) | 2 | 1 | 1 | 7—5   | 5 |
| 4     | «Сокіл» (Львів)               | 1 | 0 | 3 | 5—7   | 2 |
| 5     | «Металург» (Куп'янськ)        | 0 | 0 | 4 | 3—8   | 0 |